# Xã Collinwood, Quận Meeker, Minnesota
Xã Collinwood (tiếng Anh: Collinwood Township) là một xã thuộc quận Meeker, tiểu bang Minnesota, Hoa Kỳ. Năm 2010, dân số của xã này là 1.113 người.